# Piper latifolium
Piper latifolium, do dva metra visoki grm iz porodice paparovki raširen po nekim otocima u Pacifiku.
Koristi se u tradicionalnoj medicini i za hranu.

## Sinonimi
- Anderssoniopiper panamense Trel.
- Macropiper latifolium (L.f.) Miq.
- Piper micronesiacum Hosok.
- Piper tristachyon C.DC.